# Exireuil
Exireuil é uma comuna francesa na região administrativa da Nova Aquitânia, no departamento de Deux-Sèvres. Estende-se por uma área de 21,06 km². Em 2010 a comuna tinha 1 611 habitantes (densidade: 76,5 hab./km²).